# 광주동성여자중학교
광주동성여자중학교(光州東成女子中學校)는 대한민국 광주광역시 남구 진월동에 있는 사립 중학교이다.

## 학교 연혁
- 1921년 4월 1일 : 이 고장의 독지가 유은 최선진 선생이 광주보통사립학교 설립
- 1945년 11월 13일 : 광주상업중학교 6년제 설립
- 1947년 1월 11일 : 재단법인 유은학원 설립
- 1957년 1월 9일 : 대표이사에 최동복 선생 취임
- 1963년 6월 26일 : 법률 제136호로 사립학교법을 공포하여 재단법인 유은학원 명칭을 학교법인 유은학원으로 조직변경
- 1963년 12월 12일 : 광주동성여자중학교 설립인가
- 1964년 2월 29일 : 초대 교장에 김경두 선생 취임
- 1964년 11월 4일 : 각 학년 4학급 전 12학급으로 학칙변경
- 1965년 10월 15일 : 유은 최선진 선생 동상 제막
- 1972년 5월 27일 : 소암도서관 개관
- 1972년 9월 30일 : 소암대강당 및 체육관 개관
- 1993년 3월 1일 : 광주직할시 동구 계림동 100번지에서 진월동 산 188번지로 이전
- 2021년 1월 8일 : 광주동성여자중학교 제58회 졸업식(총 졸업생수 23,611명)
- 2025년 3월 1일 : 제21대 교장에 이동만 선생 취임

## 참고 자료
- 광주동성여자중학교 - 한국교육학술정보원 학교알리미